# Алесандро, маркиз од Мафеја
Алесандро Сципион, маркиз од Мафеја (итал. Alessandro Scipione, Marquis de Maffei; Верона, 30. октобар 1662. — Минхен, јануар 1730) био је италијански генерал-пуковник пешадије у баварској служби. Био је брат италијанског писца и археолога Франческа Сципиона.
Рођен је у Верони. Након што је приступио баварској војсци 1683. био је рањен приликом опсаде Монгаца 1687. године. Године 1696. унапређен је у чин пуковника. Током Рата за шпанско наслеђе служио је као други командант у бици код Шеленберга. Код Рамија 1706. предвоио је бригаду у борби против савезничких снага којима је командовао војвода од Молбороа. Потом је био заробљен и учествовао је у мировним преговорима.
Победио је турску војску приликом опсаде Београда 1717. године у Аустро-турском рату након чега је унапређен у чин фелдмаршала. Умро је у Минхену 1730. године.